# Higashiyamacultuur
De Higashiyamacultuur of Higashiyamaperiode (東山時代) is een deel van de Japanse cultuur dat zijn hoogtepunt kende tijdens de 15e eeuw.
Tijdens de Muromachiperiode bouwde men in het oostelijke deel van Kioto tempels, aristocratische villa's, tuinen en andere bouwwerken. Tot op de dag van vandaag noemt men dit oosterse deel de Higashiyamawijk. Verschillende activiteiten die we nu als typisch Japans beschouwen, kwamen toen tot stand. Activiteiten zoals ikebana, de theeceremonie, No-theater enz. maken deel uit van de Higashiyamacultuur.

## Twee Ashikaga-shoguns van de Muromachiperiode
De Muromachiperiode, die bekendstaat als een periode van burgeroorlogen, chaos en wanorde, kende een rijke cultuur. Tijdens deze periode ontstonden er allerlei culturele elementen die tot op de dag van vandaag een grondslag vormen van wat de typisch Japanse cultuur wordt genoemd. Twee shoguns van de Ashikaga-clan speelden hierbij een centrale rol. Ashikaga Yoshimitsu en zijn kleinzoon Ashikaga Yoshimasa in het bijzonder hebben een heropleving van de Japanse cultuur teweeggebracht. Ze hielden zich voornamelijk bezig met kunst, filosofie en literatuur. Zo ging veel aandacht naar de opbouw van paleizen, tuinen, schilderijen en keramiek. Vandaag staat de cultuur van de noordelijke heuvels en die van de oostelijke heuvels vaak onlosmakelijk naast elkaar, met de Kinkaku-ji (Gouden Paviljoen Tempel) en de Ginkaku-ji (Zilveren Paviljoen Tempel) als hun respectievelijk symbool.

### Yoshimitsu

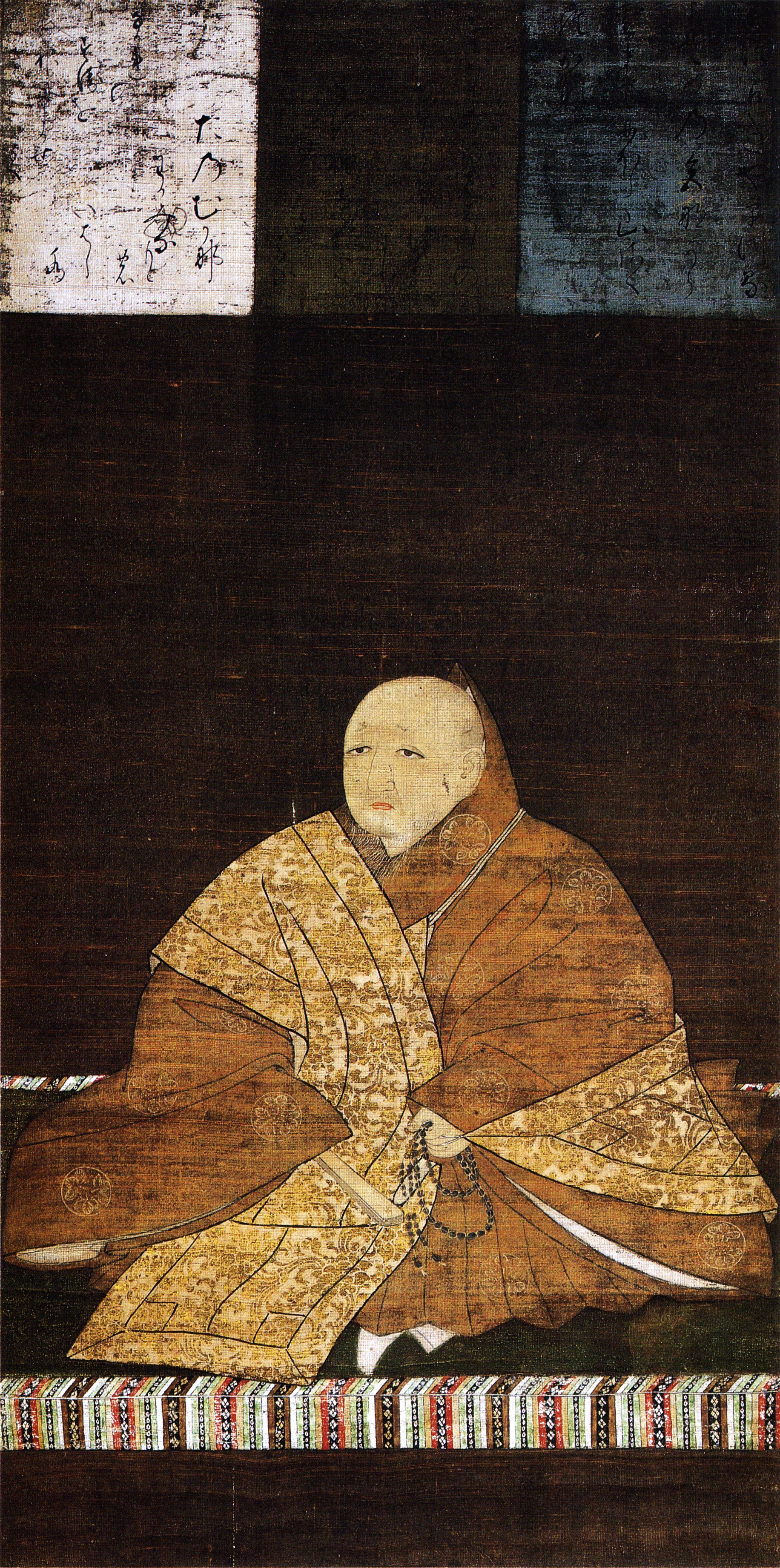
Ashikaga Yoshimitsu (1358-1408)

Ashikaga Yoshimitsu (足利 義満) (25 september 1358), de derde shogun van de Ashikaga-clan, groeide op aan het hof van Kioto. Naast zijn goede politieke en militaire kennis had Yoshimitsu veel interesse voor het cultureel aspect, wat hem later op het pad van cultureel leider heeft gezet.

#### Yoshimitsu en de Muromachiperiode
De onrust in de Muromachiperiode ontstond na de overwinning op de Mongoolse vloot. Na elke overwinning moest de shogun zijn generaals belonen met grondgebieden en rijkdommen van de overwonnenen. Aangezien het Mongoolse leger vanuit het buitenland aanviel, was er geen land dat kon worden weggegeven. Dit leidde ertoe dat de generaals met elkaar gingen vechten, waardoor de band tussen de shogun en de samoerai verzwakte.
Volgens het beleid van de eerste shogun Minamoto no Yoritomo werden de generaals zoveel mogelijk buiten Kioto gehouden. De eerste shogun was ervan overtuigd dat de hoffelijke levenswijze in Kito te verleidelijk zou zijn. De latere Ashikaga-shogun Yoshimitsu moedigde zijn vazallen juist aan in Kioto te blijven. Daardoor kregen de ruwe krijgers interesse in alles wat met cultuur te maken had en leerden ze kunst waarderen.

#### Yoshimitsu als culturele leider van Japan
De kunstpolitiek van Yoshimitsu had echter een diepere betekenis. Hij wilde niet alleen door militaire kracht regeren, maar wilde tevens een legitiem leider zijn. Yoshimitsu geloofde dat hij dit kon bereiken door zichzelf de culturele leider van Japan te maken. Bovendien kreeg hij de middelen en steun van zijn militaire leiders, die nu bewondering voor het culturele hadden. In zijn beleid waren pracht en praal zeer belangrijk, hoewel elementen met inhoudelijke waarde ook belangrijk waren. Het zen-boeddhisme speelde hierbij een centrale rol. Veel artiesten uit de Muromachiperiode waren namelijk zenpriesters en zen vormde de basis voor allerlei kunstwerken.

### Yoshimasa

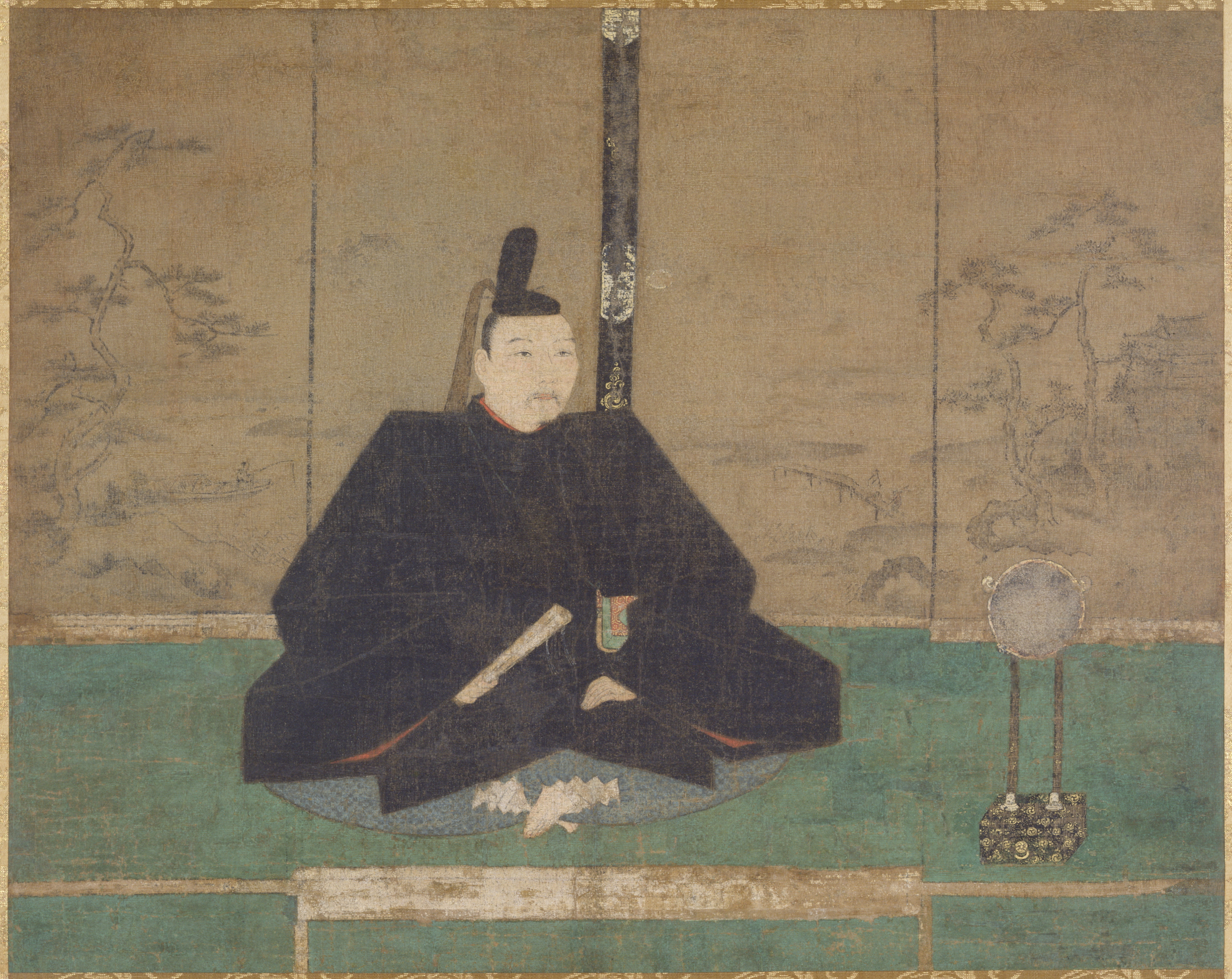
Ashikaga Yoshimasa

Ashikaga Yoshimasa (足利 義政) (20 januari 1435), de zoon van de 6de shogun Ashikaga Yoshinori, was de 8ste shogun in de Ashikaga-lijn. In 1441 werd zijn vader vermoord door de shugo. Het was een zware slag voor het shogunaat en Yoshimasa was toen nog maar acht jaar oud. De shugo zagen hun kans schoon en poogden de Ashikaga-clan voorgoed te verdrijven. Daardoor werd het een periode van vele conflicten en oorlogen.

#### Yoshimasa als persoon
Nippon no kokoro, of de unieke ziel van Japan, werd tijdens de Higashiyamaperiode meer gevormd dan in eender welke andere periode. Zelfs al speelde Yoshimasa een cruciale rol in de vorming van de Japanse culturele identiteit, toch wordt hij vaak in een negatief daglicht geplaatst. Historici beschrijven hem vaak als een zwakkeling die door zijn vrouw, Hi no Tomiko, gedomineerd werd. Zijn onbekwaamheid en onvermogen om zijn volk en staat te beschermen, leidde tot allerlei problemen en rampen.
Bekend is dat Yoshimasa veel respect voor zijn grootvader Yoshimitsu had. Onder meer was zijn bewondering voor de culturele verwezenlijkingen van zijn grootvader niet te onderschatten. Toch wilde hij de glorie van zijn grootvader niet imiteren. Met de bouw van zijn Zilveren Paviljoen wilde hij de luxe uitstraling van de Kinkaku-ji niet nastreven. Hij pleitte voor eenvoud. De simpele constructies van de gebouwen en tuinen in zijn oostelijke landgoed zijn hier een bewijs van. Een man die vroeger te veel van het luxe leven heeft genoten, was uiteindelijk tot verlichting gekomen en koos voor het simpele leven, volgens de boeddhistische waarden die in die tijd aan het hof aanvaard werden.

#### Yoshimasa en zijn beleid
Toen Yoshimasa aan de macht kwam, verwaarloosde hij zijn plichten als shogun en hield zich meer bezig met schilderen, lezen, het bouwen van paleizen en theeceremonies. Door zijn gebrek aan interesse voor het bestuur, werd de macht van de shogun verzwakt. Op die manier konden de provinciale aristocraten steeds meer macht winnen.
Yoshimasa bouwde verschillende paleizen, wat hoge staatskosten met zich meebracht. Wanneer hij geld tekort had, leende hij het van de boeddhistische tempels. Uiteindelijk bleek geld lenen niet voldoende op te brengen. Bijgevolg begon Yoshimasa hogere belastingen te heffen. Dit zorgde voor veel onvrede en een economische chaos sloeg toe. Vier jaar lang heerste hongersnood in Japan.

#### Afstand van de macht
In 1464, op zijn 29ste verjaardag, maakte hij zijn aftreden bekend. Omdat hij toen nog geen zoon had, adopteerde hij zijn jongere halfbroer Yoshimi (義視) om hem als shogun op te volgen. Het daaropvolgende jaar werd er alsnog een zoon geboren in de Ashikaga-familie. Daardoor ontstond er een conflict om de opvolging. In 1467 brak er een hevige strijd uit, bekend als de Ōnin-oorlog(応仁の乱). Deze wordt gezien als het beginpunt van de Sengokuperiode en als de ondergang van het Ashikaga-shogunaat. Tijdens het conflict hield Yoshimasa zich afzijdig. Yoshimasa wordt meestal als een slecht politiek leider beschouwd. Zijn autoriteit als ex-shogun mag echter niet onderschat worden.

## Cultuur van de oostelijke heuvels
Het zenboeddhisme had een enorme invloed op de Higashiyamacultuur. Vooral contacten met de monniken uit de Enryaku-ji hebben een rol gespeeld. Naast spirituele kennis werd er veel van het culturele en het artistieke aspect overgedragen. Zo ontstonden verschillende culturele aspecten die tot op de dag van vandaag als typisch Japans worden beschouwd.
In tegenstelling met de Kitayamacultuur (北山文化), met zijn extravagante werken en andere verfijnde schatten, staat die van Higashiyama bekend om zijn simpele en stilistische werken. Sommige kenmerken daarvan staan vandaag beter bekend als wabi-sabi (侘寂), een Japanse levensfilosofie waarbij men de schoonheid inziet van het vergankelijke en het onvolmaakte.

### Architectuur

#### Zilveren Paviljoen

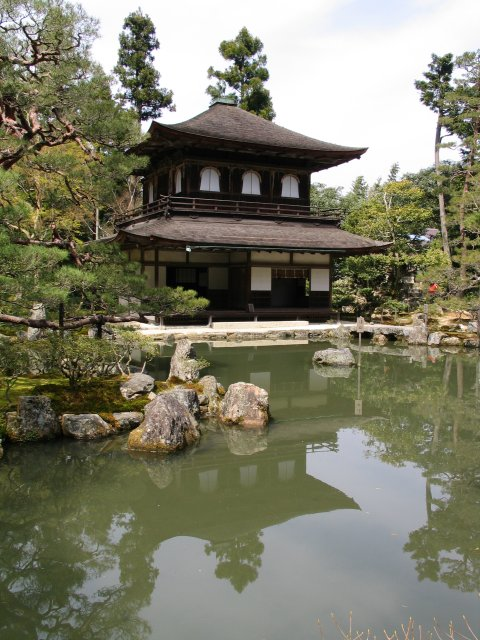
De Ginkaku, ofwel het Zilveren Paviljoen

De kannonden, bekend als het Zilveren Paviljoen, is het symbool van de Jisho-ji, beter bekend als de Ginkaku-ji. Het wordt beschouwd als een nationale erfenis van Japan. Tevens weerspiegelt het de spiritualiteit van de shogun Yoshimasa. Zo wordt de eerste verdieping Shinkuuden, ('Hart van de Lege Gang') genoemd, terwijl de tweede verdieping de naam Cho'onden ('Woedende Golven') draagt.
Yoshimasa keek op naar zijn grootvader en zijn Kinkaku-ji. Zijn eigen paviljoen wilde hij met zilver bedekken. Door de politieke onrust en de destructieve Ōnin-oorlog werd het voor Yoshimasa onmogelijk om voor genoeg zilver te zorgen. In 1489 stierf Yoshimasa, net voor de afwerking van het Zilveren Paviljoen. Samen met de Togudo, een ander gebouw in het Higashiyama-verblijf, is het Zilveren Paviljoen het symbool van het Higashiyama-tijdperk. De ontwerpen en structuur zijn nog steeds zichtbaar in huizen en tempels in Japan. De kenmerken zijn onder andere de bekende tokonoma (床の間) (Een alkoof die men terug kan vinden in een traditioneel ingerichte kamer. Meestal worden er allerlei decoratieve elementen opgehangen, zoals bloemen of decoratieve rollen), de shoji (障子) (Japanse schuifdeuren gemaakt uit een houten rasterwerk met een transparant papier aan één zijde beplakt) en de fusuma (襖) (Japanse schuifdeuren die aan beide zijden met dik papier zijn beplakt. Gebruikt als een decoratieve schuifdeur). Samen vormen ze de shoin-architectuur, die sterk naar de Higashiyamacultuur verwijst.
De traditionele shoin-zukuri (traditioneel Japanse interieur) ligt aan de basis van de traditionele Japanse huizen. Het werd opgenomen in de nationale erfgoed van Japan. In 1994 kwam het op de werelderfgoedlijst van UNESCO.

#### De theekamer

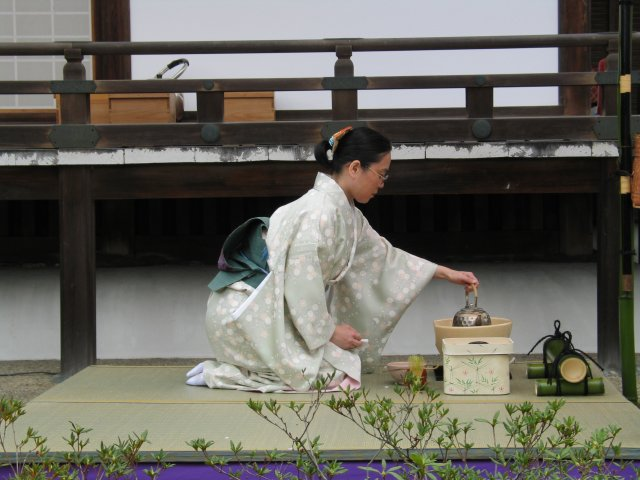
Theeceremonie

Ashikaga Yoshimasa heeft een belangrijke rol in de theeceremonie gespeeld. Zo kan Yoshimasa beschouwd worden als de stichter van de wabicha.
De stichting van een van de belangrijkste onderdelen van de theeceremonie, de regels van de theekamer, werd ingesteld door Yoshimasa.
Men kon gemakkelijk voor een grotere kamer kiezen, maar men verkoos de kleinere maat om zijn betekenis. De grootte van de kamer, vier en een halve tatami impliceert een afkeer voor sociale ongelijkheid. Daarom koos Yoshimasa voor de naam Doujin (同人), wat betekent dat alle mensen als gelijken beschouwd worden.
Deze kamer werd uitsluitend gebruikt voor de theebijeenkomsten. Als compensatie voor het sobere bouwmateriaal koos Yoshimasa voor originele decoratie, met nadruk op verschillende monochrome inktschilderijen die als versiering dienden. Vanaf de 15de eeuw werd theeceremonie beschouwd als een deel van de Higashiyamacultuur, hoogstwaarschijnlijk door de associatie met de achtste shogun, Ashikaga Yoshimasa. De theeceremonie van deze periode was gebaseerd op de theecultuur van de toenmalige zenmonniken, hovelingen, krijgselite en handelaren.

### No-theater

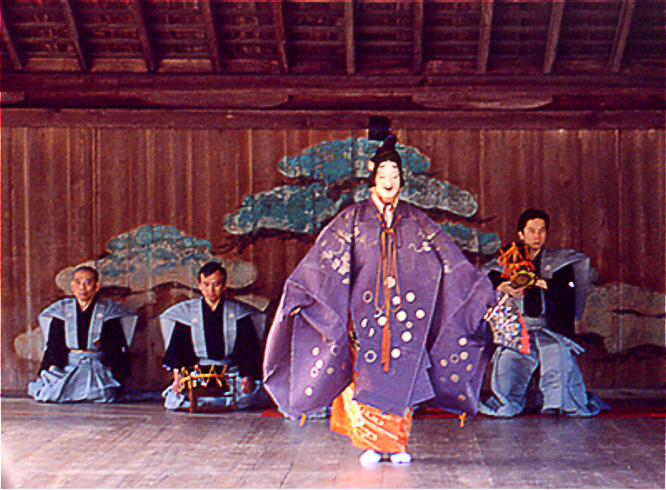
No-spel optreden bij een jinja

Een andere belangrijk element van de Higashiyamacultuur is het No-theater. Kanami Kiyotsugu, een Japanse No-acteur, auteur en zanger, die in de Muromachiperiode leefde, en zijn zoon waren acteurs in de traditionele Yamato Sarugaku. In verloop van de tijd ontwikkelden ze een nieuwe dramatische stijl door het assimileren van zang en dans van Õmi sarugaku (Een vorm van volkstheater, beschreven als een spookachtige, emotionele en verfijnde kunstvorm) en de dengaku (Veldmuziek, een vorm van theater). Deze nieuwe vorm viel in de smaak van de toenmalige shogun Yoshimitsu. Met zijn steun konden Kanami en Zeami hun optreden evolueren tot het elegante dansdrama dat we vandaag de dag kennen als de No-theater.
Het No-theater viel goed in smaak bij de aristocraten van de Higashimayaperiode. De No-maskers uit die periode worden tot op de dag van vandaag als de meest verfijnde beschouwd. De gewaden die door Yoshimasa aan de acteurs gegeven werden, worden nog steeds gekoesterd en gebruikt als model. Het No-theater is een duidelijk voorbeeld van de simpliciteit die voor Yoshimasa van centraal belang was.

### Ikebana

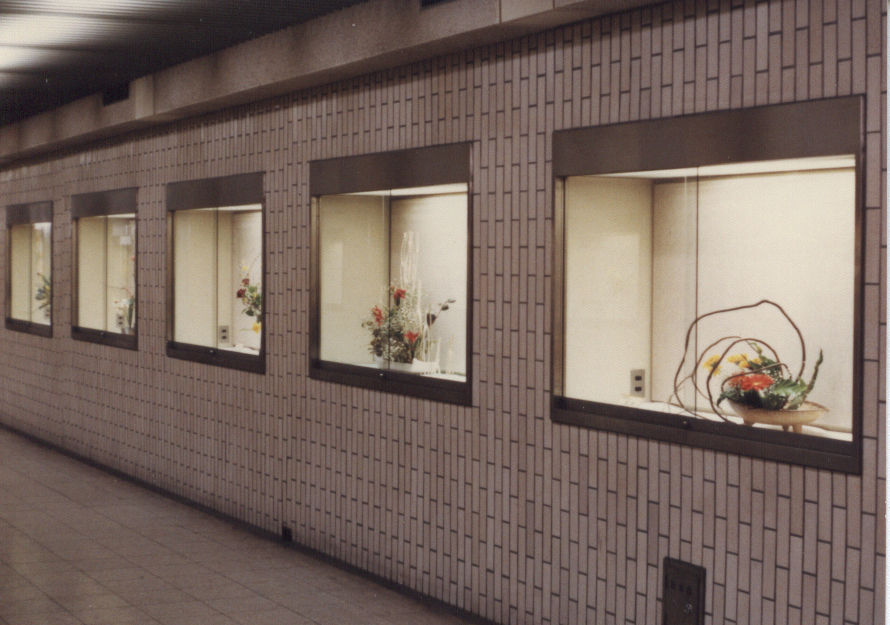
Ikebanatentoonstelling in een metrohalte in Kioto

Onder de regering van Yoshimasa ontstonden grote veranderingen in de kunst van ikebana. De grote bouwwerken en kleinere huizen bevatten een tokonoma. Deze was voordien eerder eenvoudig, maar in de loop van de vijftiende eeuw werd het een zeer belangrijk element in de Japanse traditie. In de tokonoma wordt vaak een enkel, met veel zorg gekozen element geplaatst, naar de simplistische stijl van de Higashiyamacultuur. Objecten die vaak gekozen worden zijn beeldjes, Japans aardewerk en ikebana.
Onder Yoshimasa heeft men de regels voor de ikebana simpeler gemaakt. Velen vinden de ikebana juist mooi omdat ze zo simpel zijn.